# Aéroport de Kirkland Lake
L'aéroport de Kirkland Lake est un aéroport situé en Ontario, au Canada.